# Dorsum Higazy
Dorsum Higazy – grzbiet na powierzchni Księżyca o długości około 60 km. Znajduje się na współrzędnych selenograficznych ☾ 28,0°N 17,0°W/28,000000 -17,000000. Dorsum Higazy znajduje się na obszarze Mare Imbrium.
Nazwa grzbietu została nadana w 1976 roku przez Międzynarodową Unię Astronomiczną i pochodzi od Riada Higazy (1919-1967), egipskiego badacza Ziemi.